# Aura (romanzo)
Aura è un romanzo breve dello scrittore messicano Carlos Fuentes, pubblicato nel 1962.
È stato tradotto in trenta lingue. La prima traduzione in italiano, di Carmine Di Michele per Feltrinelli, è del 1964.
Dal romanzo è stato tratto il film La strega in amore di Damiano Damiani del 1966.

## Al cinema
- La strega in amore, regia di Damiano Damiani (1966), con Richard Johnson, Rosanna Schiaffino e Gian Maria Volonté.[2]

## Edizioni

### In italiano
- Carlos Fuentes, Aura, Feltrinelli, Milano 1964.[3]
- Carlos Fuentes, Aura, traduzione di Carmine Di Michele, Mondadori, Milano 1978 (comprende anche: morte di Artemio Cruz).
- Carlos Fuentes, Aura, traduzione di Carmine Di Michele, Il saggiatore, Milano 1997.
- Carlos Fuentes, Aura, traduzione di Carmine Di Michele, Net, Milano 2003.
- Carlos Fuentes, Aura, traduzione di Carmine Di Michele, Il saggiatore tascabili, Milano 2011.